# Camptopoeum armeniacum
Camptopoeum armeniacum är en biart som först beskrevs av Warncke 1972.  Camptopoeum armeniacum ingår i släktet Camptopoeum och familjen grävbin. Inga underarter finns listade.